# Énicure ardoisé
Enicurus schistaceus
Espèce
Statut de conservation UICN

 LC  : Préoccupation mineure
L'Énicure ardoisé (Enicurus schistaceus) est une espèce de passereaux de la famille des Muscicapidae.